# NGC 2464
NGC 2464 је тројна звезда у сазвежђу Рис која се налази на NGC листи објеката дубоког неба.
Деклинација објекта је + 56° 41' 27" а ректасцензија 7h 57m 32,3s. Привидна величина (магнитуда) објекта NGC 2464 износи 14,2.